# Geranium balgooyi
Geranium balgooyi är en näveväxtart som beskrevs av Jan Frederik Veldkamp. Geranium balgooyi ingår i släktet nävor, och familjen näveväxter. Inga underarter finns listade i Catalogue of Life.